# Tossal d'en Bonet
El Tossal d'en Bonet és una muntanya de 515 metres que es troba al municipi de Sarral, a la comarca de la Conca de Barberà.